# 保幼酮

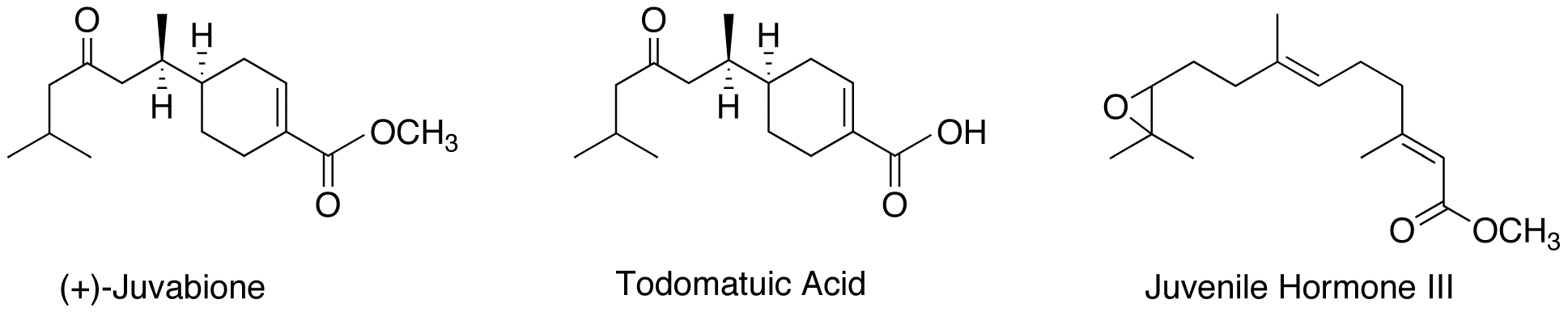
保幼酮、椴松酸与保幼激素III

保幼酮是一种有机化合物，化学式C16H26O3，能视为倍半萜椴松酸的甲酯，属于昆虫保幼激素的相似物，由植物合成抵御昆虫。